# Katia Benth
Katia Benth (sinh ngày 16 tháng 11 năm 1975 tại Cayenne) là một vận động viên chạy nước rút đã nghỉ hưu từ Guiana thuộc Pháp, người đại diện cho Pháp trong các cuộc thi quốc tế.

## Thành tích
| Năm                                     | Giải đấu                                     | Địa điểm                                | Thứ hạng                                | Nội dung                                | Chú thích                               |
| Representing Pháp and Guyane thuộc Pháp | Representing Pháp and Guyane thuộc Pháp      | Representing Pháp and Guyane thuộc Pháp | Representing Pháp and Guyane thuộc Pháp | Representing Pháp and Guyane thuộc Pháp | Representing Pháp and Guyane thuộc Pháp |
| --------------------------------------- | -------------------------------------------- | --------------------------------------- | --------------------------------------- | --------------------------------------- | --------------------------------------- |
| 1997                                    | World Student Games                          | Catania, Italy                          | 3rd                                     | 100 m                                   | 11.35                                   |
| 1997                                    | World Student Games                          | Catania, Italy                          | 2nd                                     | 200 m                                   | 23.31                                   |
| 1997                                    | European U23 Championships                   | Turku, Phần Lan                         | 5th                                     | 100m                                    | 11.56 (wind: +1.6 m/s)                  |
| 1997                                    | European U23 Championships                   | Turku, Phần Lan                         | 3rd                                     | 200m                                    | 23.19 (wind: +1.7 m/s)                  |
| 1997                                    | European U23 Championships                   | Turku, Phần Lan                         | —                                       | 4 × 100 m relay                         | DNF                                     |
| 1998                                    | European Championships                       | Budapest, Hungary                       | 1st                                     | 4 × 100 m                               | 42.59                                   |
| 1999                                    | World Championships                          | Seville, Spain                          | 2nd                                     | 4 × 100 m                               | 42.06                                   |
| 1999                                    | World Student Games                          | Palma de Mallorca, Tây Ban Nha          | 2nd                                     | 100 m                                   | 11.23                                   |
| 1999                                    | Central American and Caribbean Championships | Bridgetown, Barbados                    | 1st                                     | 100 m                                   | 11.47                                   |
| 1999                                    | Central American and Caribbean Championships | Bridgetown, Barbados                    | 1st                                     | 200 m                                   | 22.87                                   |